# Arca Loca de Yogui
El Arca Loca de Yogui (Yogi's Lark Ark) es el título de una película de dibujos animados producida por los estudios de animación Hanna-Barbera y emitida en la televisión estadounidense en 1972. Tiene como protagonista al Oso Yogui, acompañado como siempre de su fiel amigo Bubu. Ambos navegan por los cielos a bordo de un arca gigantesca en la que se reúnen todo tipo de animales y cuya misión es la de librar al mundo de unos villanos que intentan destruir el medio ambiente.

## Argumento
En la película se narran las aventuras del Oso Yogui que pilota un enorme arca voladora semejante al Arca de Noé, en la que han embarcado el resto de personajes de Hanna-Barbera, siguiendo la idea del Génesis bíblico.

Así en la película podemos encontrarnos a personajes como Huckleberry Hound, Canuto y Canito, Tiro Loco McGraw, Pixie Dixie y el gato Jinks, Pepe Pótamo, Maguila Gorila, a la Osita Cindy y muchos más. 

Todos ellos a las órdenes de Yogui lucharán contra villanos que intentan destruir el medio ambiente.

### La Banda de Yogui
A la sombra de la película nació una serie que se tituló Yogi's Gang (El Clan de Yogui), dicha serie constaba de quince episodios, más dos especiales que la remataban y que correspondían a la película segmentada en dos partes de media hora cada una.

En los Estados Unidos se comenzó a emitir a partir del 31 de agosto de 1973 por la cadena estadounidense ABC Su horario de emisión era matinal de 8:30 a 9:00, hasta el 31 de agosto de 1974 en el que se programó un paro. 

7 de septiembre de 1974 la cadena volvió a reemitir Yogi's Gang en horario matinal de las 8:00 hasta las 8:30 hasta el 30 de agosto de 1975

En España en los años 80, muy agotados los episodios los años 60 de Hanna-Barbera llegó la serie que se emitió directamente con el nombre del Arca loca de Yogui.

## Personajes participantes[3]
- El Oso Yogui, Bubu y el Guardia John Francis Smith.
- Huckleberry Hound
- El Lagarto Juancho
- Tiro Loco McGraw y Pepe Trueno
- Canuto y Canito
- El León Melquíades
- Pepe Pótamo y So So
- La Tortuga D' Artagnan
- Leoncio y Tristón
- La Hormiga Atómica.
- Osos Montañeses|Paw Rugg de los osos Montañeses,
- Maguila Gorila.
- El Inspector Ardilla.

### Villanos
- Laura Basura (Lotta Litter)
- Don Desperdicio Tiralotodo (Mr. Waste)
- Pomposo Tramposo (Mr. Prankster)
- El Barón Bilioso (Mr. Bigot)
- El Genio Codicioso (Greedy Genie)
- Señor Smog (Mr. Smog)
- Gossipy la bruja chismosa (Gossipy Witch)
- Payaso, El Bromista (The Joker)
- Señor Vándalo (Mr. Vandal)
- El Señor Polvorín (Mr. Hothead)
- Capitán Atraco Manos Suaves
- Los Hermanos Envidia
- Falso Farsario, el Comodoro de las Mentiras
- El Sultán del Egoísmo (Sheik of Selfishness)

## Elenco
- Julie Bennett - Cindy Bear

- Tom Bosley - Commadore Phineas P. Fibber

- Daws Butler - Yogi Bear, Huckleberry Hound, Quick Draw McGraw, Snagglepuss, Wally Gator, Peter Potamus, Augie Doggie, Hokey Wolf, Lippy the Lion, Baba Looey, Tantrum

- Henry Corden - Paw Rugg, Dr. Bigot, Chief Short

- Virginia Gregg - Gossipy Witch of the West

- Rose Marie - Lotta Litter

- Allan Melvin - Magilla Gorilla

- Don Messick - Boo-Boo Bear, Ranger Smith, Touché Turtle, Atom Ant, Squiddly Diddly, Mayor of Smog City, Temper

- Hal Smith - J. Wanton Vandal

- John Stephenson - Doggie Daddy, Hardy Har Har, Mr. Cheerful, Greedy Genie, Hilarious P. Prankster, Envy Brother #2, Captain Swashbuckle Swipe, Fumbo Jumbo the Masked Avenger, Mr. Hothead

- Jean Vander Pyl - Ma Rugg

- Lennie Weinrib - Smokestack Smog

- Jesse White - Peter D. Cheater

- Paul Winchell - Sheik of Selfishness

## Doblaje mexicano
- Eduardo Arozamena Pasarón - Yogi (hasta el ep. 3 debido a su fallecimiento por caída)

- Francisco Colmenero - Yogi (a partir del ep. 4), Huckleberry Hound, Melquiades (algunos episodios), Tiro Loco McGraw (1.er episodio), El Genio Codicioso, Voces Diversas, Narrador

- Esteban Siller - Pepe Potamo, El Bromista, Canuto, Leoncio el León, Barón Bilioso, Capitán Atraco Manos Suaves, Señor Sucio/Aseado, Voces Diversas

- Ismael Larumbe Sr. - León Melquiades, Tiro Loco McGraw, Maguila Gorila, Señor Alegría, Voces Diversas

- María Santander - Hormiga Atómica, Canito, Gosippy, Laura Basura

- Eugenia Avendaño - Oso Bubu

- Arturo Mercado - Lagarto Juancho, Tiro Loco McGraw (2 episodios), Canuto (2.ª voz), Guardabosques Smith, Lobo Hokey, Magilla Gorila (1.er episodio), Señor Smog, Don Desperdicio Tiralotodo, Señor Polvorín/Celestial, Hermano Envidia, Voces Diversas

- Pedro D'Aguillón -  Sultán del egoísmo, Señor Vándalo, Tristón la Hiena, Voces Diversas

- Polo Ortín - Pomposo Tramposo

- Luis Bayardo - Fumbo Jumbo, Hermano Envidia, Payaso El Bromista, Apá Roque/El Abuelo, La Tortuga D'Artañán, Guardabosques Smith (ep. 4), Voces Diversas

- Rocío Garcel - Cindy, Boo Boo, Canito

## Inicio de la serie
Yogi: Hola todo el mundo, aquí están con mis amigos.
Narrador: Yogui y su clan.
Boo Boo: Mira Yogui, es el Señor Smog.
Yogui: Muy bien haremos limpieza.
Huckleberry Hound: Hey Yogui mira, es Laura Basura.
Yogui: Jo, jo, jo, tendremos que encargarnos de ella.
Boo Boo: Mira Yogui, Don Perverso y el Genio Avaro arriba a la derecha.
Yogui: Hey, hey, hey, con esto tendrán.
Yogui: Debemos dejar de contaminar.
Boo Boo: Y el mundo será un mejor lugar.
Yogui: Tratemos de que sea sí ¡Hey, hey, hey, hey!
Podemos lograrlo.
Yogui: Están en tus manos.
León Melquiades: Las tuyas.
Magila Gorila: Las tuyas.
Depende de ti y de mí.
Yogui: Hey, hey, hey, el clan de Yogui.

## Episodios
1. Los Vacacionistas (Mr. Bigot): El Arca de Yogui se queda sin Bananas por ello Yogi aterriza cerca de la casa de un viejo amigo Cheerfull (El Señor Alegría), pero el Doctor Mr Bigot (El Barón Bilioso) junto con sus compinches, el Profesor Haggling (Vagazo) y el profesor Bickering (Barbaján), le cambian la personalidad al Señor Alegría.
2. El Genio Codicioso (The Greedy Genie): El lagarto Juancho es recogido en el Arca de Yogi de los Everglades.
3. El Bromista (Mr. Prankster): En el campamento que ha levantado el guarda Smith el Lagarto Juancho demuestra no tener talento para el espectáculo. El Payaso Bromista le enseña como ser un artista insolente.
4. Falso Farsario (Mr. Fibber): El Comodoro Phinneas P. Fibber (Falso Farsario, el COmodoro de las Mentiras) llega al arca y comienza a contarles fábulas a todos.
5. La bruja Chismosa (Gossipy Witch): Yogi siente añoranza del Parque de Jellystone y quiere regresar. Cuando lo propone todos se avienen y le preparan una gran Bienvenida. Pero la Bruja Chismosa planea arruinarlo todo.
6. El Señor Balandrin (Mr. Sloppy): Yogi va a Neatersville porque Bubú quiere visitar a su amigo Mr. Neat (Mr. Limpio), pero en realidad este ha sido suplantado por Mr Sloppy (Mr. Balandrin) quien planea robar el Arca de Yogi y convertirla en su propio Balandro.
7. Pomposo Tramposo (Mr. Cheater): Pomposo Tramposo pretende engañar a Yogi y a su tripulación para echarlos de su arca, mandando a su escuela a Tiro Loco, a Melquíades, y a Juancho.
8. Don Desperdicio (Mr. Waste): Yogui y sus amigos llegan a la isla de Mister Plenty (Señor Abundancia), pero esta ocupada por Mr. Waste (Don Desperdicio Tiralotodo), quien la tiene llena de residuos. Tan solo uno de los tripulantes de la Arca podrá hacer algo al respecto, la hormiga Atómica.
9. El Señor Vándalo (Mr. Vandal): Tiro Loco hereda la Comunidad de McGrawsville (Villa Tiro Loco) y Yogi dirige su Arca hacia el lugar. Sin embargo al llegar se encuentra con que la comunidad se encuentra aterrorizada por el Rastreador Jefe de Camp Rowdy, J. Wanton Vandal (Señor Vándalo) y sus camperos.
10. El Sultán del Egoismo (The Sheik Of Selfishness): En su viaje hacia el cumpleaños del Sultán Magnánimo, Yogi aterriza su Arca en un Oasis en las tierras del Sultán del Egoístamo, hermano del Sultán Magnánimo que quiere atrapar a Yogi.
11. El Señor Smog (Mr. Smog): El Arca acaba en Ciudad Smog la cual se encuentra envuelta en humo las veinticuatro horas del día. Cuando las bananas se ahuman, Yogi manda a Maguila, a Pepe Pótamo y a Melquíades a que busquen algún lugar donde poder tomar un baño refrescante. En su búsqueda estos se topan con El Señor Smog (Smokestack Smog).
12. Laura Basura (Lotta Litter): Jellystone es nominado como el Parque más limpio y Yogi y sus amigos velarán porque así continúe. Pero Laura Basura, adoptando la apariencia de los tripulantes del arca, intentará que el parque se convierta en un lugar adecuado para morar en él.
13. Los Hermanos Envidia (The Envy Brothers): A causa de las manipulaciones de los Hermanos Envidia los actores del Circo de P.T. Barslow acaban por marcharse. Yogi, y su tropa le ofrece al director del circo llenarlo, mientras los hermanos se tienen envidia mutua.
14. Capitán Atraco (Captain Swipe): El día anterior a la renovación de la licencia del Arca de Yogui, la tripulación disfruta de un día de playa en una isla. Mientras Juancho es engañado para que robe varias piezas del Arca por el Capitán Atraco Manos Suaves (Swashbuckle Swipe). Cuando Yogui ve que le faltan piezas llama en su ayuda al Fumbo Jumbo, el elefante enmascarado .
15. El Sr. Polvorín (Mr. Hothead): Yogi recibe un telegrama de Cindy. Ella ha recibido un racho de su Abuelo Canelón y Yogi va para allá. Mientras Mr. Hothead (Señor Polvorín, quien se hará pasar por el Señor Celestial) y sus secuaces Rabioso y Berrinche/Tranquilino y Dulcino planean quitarle a Cindy las tierras.[6]
16. Yogi's Ark Lark Part 1: Este episodio pertenece a una división de la película El Arca Loca de Yogi.
17. Yogi's Ark Lark Part 2: Este episodio pertenece a una división de la película El Arca Loca de Yogi.